# Huitzilac
Huitzilac é um município do estado de Morelos, no México.